# Škoda Favorit
La Favorit/Forman è un'autovettura prodotta dalla Škoda tra il 1987 ed il 1994.

## Il contesto
All'inizio degli anni ottanta l'industria automobilistica dell'Est avviò un programma di rinnovamento tecnologico del settore auto che, nelle intenzioni, avrebbe dovuto colmare il notevole divario accumulato a causa della rigidità del sistema economico, rispetto a quello dell'Europa occidentale. La decisione di svecchiare la produzione (in molti casi arretrata, sul piano stilistico e tecnico, di qualche decennio rispetto al blocco occidentale), fu più politica che di strategia industriale, ma indusse i tecnici di varie case a progettare nuovi modelli dotati di trazione anteriore e sospensioni più evolute.
La Škoda, il cui passato d'avanguardia tecnica era stato ingessato dal sistema di programmazione governativo, seguendo il "nuovo corso", inaugurato nel 1985 dalla Lada Samara, nel settembre 1987, in occasione della Fiera Internazionale di Brno, lanciò la Favorit, la prima Škoda "moderna". Il nome riprendeva quello di una berlina anteguerra di successo, e la commercializzazione in Italia cominciò due anni più tardi, nel 1989.
Caratterizzata da un'impostazione tecnica (trazione anteriore, motore anteriore trasversale, avantreno MacPherson e retrotreno a ruote interconnesse) assimilabile a quella di molti modelli occidentali (venne presa a modello l'impostazione della Golf), la nuova "media" Cecoslovacca vantava una carrozzeria firmata da Bertone.
Dal punto di vista stilistico la Favorit, era una berlina a 5 porte con portellone posteriore dalla linea un po' anonima vista la notevole somiglianza alle russe: Lada Samara, ZAZ Tavria, Izh ИЖ-2126. Le linee, piuttosto squadrate, ricordavano sotto certi aspetti anche la francese Citroën AX e l'italiana Ritmo, e rappresentavano un indubbio passo avanti rispetto alle vecchie 105/130.
Gli interni avevano un design decisamente più moderno rispetto ai modelli precedenti ma rimaneva bassa la qualità e lo stile, rispetto ai corrispondenti prodotti occidentali. Il livello di finitura, nonostante l'elaborato design dei sedili, era mantenuto spartano, anche nella scelta delle materie plastiche dure, economiche e piuttosto fragili; anche l'assemblaggio era ancora insufficientemente curato.
A spingere la nuova Škoda ci pensava un motore a 4 cilindri in linea ad aste e bilancieri di 1289 cm³ interamente in alluminio (a differenza di quello precedente della 130 GL che aveva la testa  in ghisa), alimentato a carburatore, da 63 cv, che trasmetteva il moto alle ruote anteriori attraverso un cambio manuale a 5 marce. L'impianto frenante era di tipo misto,
Le prestazioni erano contenute, in rapporto alla cilindrata: (150 km/h), i consumi nella media. Nonostante il prezzo competitivo, non si ebbe un consistente successo in Europa Occidentale, dove venne esportata nell'allestimento più ricco 136 LS, tuttavia rappresentò un'inversione di tendenza rispetto al passato per la fabbrica e pose le premesse al successivo accordo di joint venture con la Volkswagen.

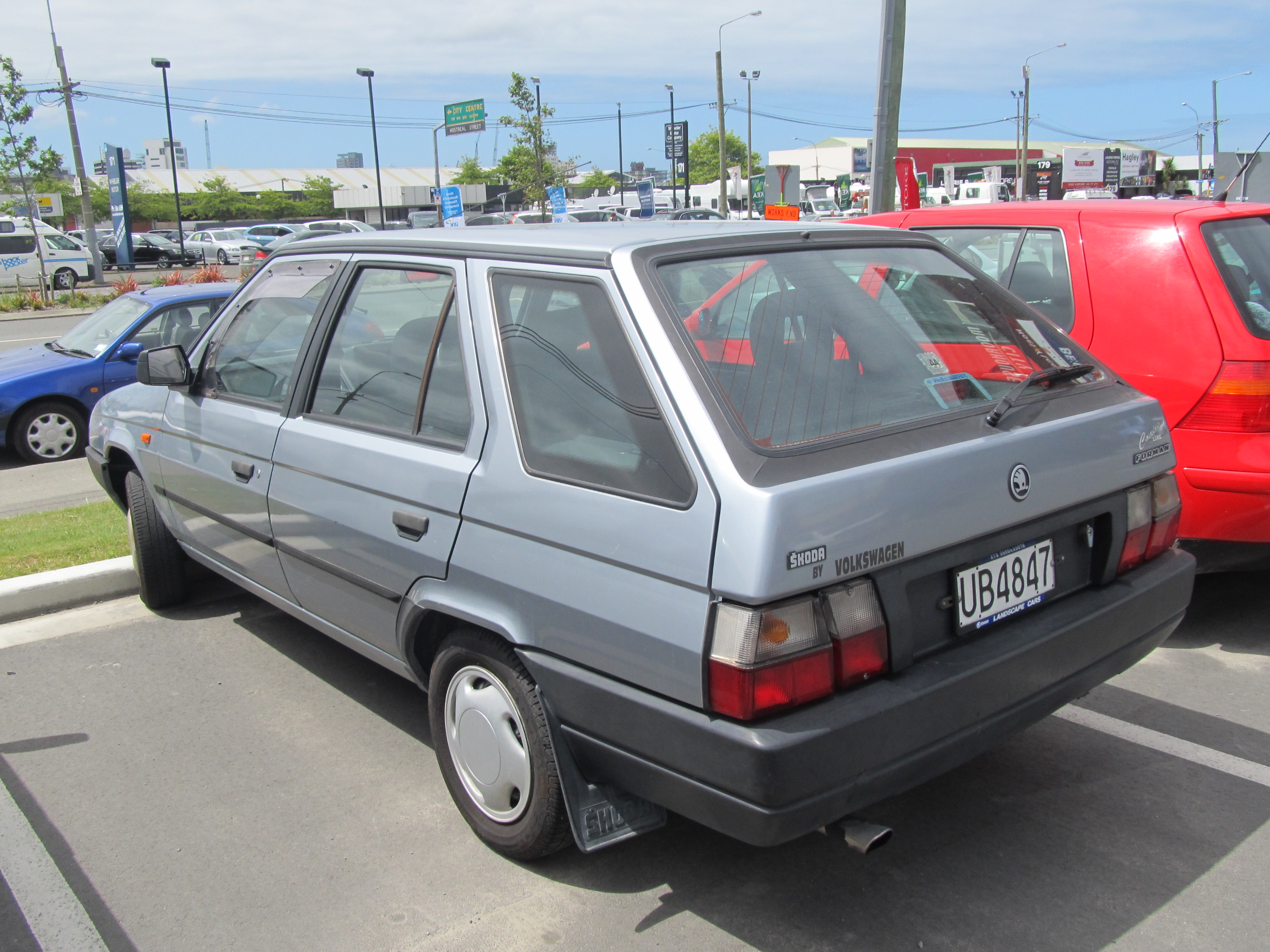
Una Skoda Forman

Nel 1991 dalla Favorit venne derivata la station wagon Forman, dotata della medesima meccanica.
Nel 1992 venne presentata la variante 136 Ecotronic LE dotata di una serie di dispositivi volti alla riduzione dei consumi (dispositivo cut-off di taglio del flusso di carburante in rilascio e carburatore più "economico" e dotato di gestione elettronica). La potenza scendeva a 54 cv ma il nuovo carburatore consentiva l'adozione della marmitta catalitica.
La Favorit venne rimpiazzata nel 1994 dalla Felicia caratterizzata da uno stile più morbido e sobrio, in linea con le vetture contemporanee.